# José Javier Arizkuren Ruiz
José Javier Arizkuren Ruiz, alias Kantauri, né le 13 novembre 1958 à Pampelune, est membre de l'organisation ETA depuis 1981, et dirigeant de son appareil militaire entre 1993 et 1999, année où il a été arrêté à Paris. Condamné par l'Audiencia Nacional pour appartenance à un groupe terroriste et comme responsable de nombreuses actions violentes qui ont causé la mort de 19 personnes et des dizaines de blessés, ainsi que pour sa participation à plusieurs enlèvements et d'autres infractions. Il ne sortira pas de prison avant 2036.

## Au sein d'ETA
En 1981 il intègre le commando légal Baratza en prenant part à des attentats avec des explosifs contre des tours et transformateurs électriques en Navarre. En 1982 il a pris part dans l'attentat manqué contre la relève de la Police Nationale qui était en service dans la station électrique proche du Club de Natation de Pampelune.
En 1984 il intègre le commando des liberados de Arava avec lequel il a pris part aux attentats suivants :
- Meurtre du sous-commissaire de Police Pedro Ortiz d'Urbina à Vitoria-Gasteiz le 1er mars 1984

- Mitraillage d'une patrouille de la Police Nationale à Mendizorrotza le 10 mars 1985

- Attentat à la bombe manqué contre un garde civil, à Laudio, (Alava), le 11 avril 1985

- Explosion d'une voiture piégée contre une garnison de la Garde Civile à Laudio, (Alava), le 2 mai 1985

- Meurtre d'un policier national en faisant exploser une charge dans son véhicule particulier à Vitoria-Gasteiz le 14 mai 1985

- Attentat manqué, à la voiture piégée, contre des membres de la Police Nationale à Mendizorrotza le 19 mai 1985

- Meurtre du facteur Estanislao Galíndez Llanos à Amurrio, (Alava), le 26 juin 1985

- Meurtre d'un garde civil, par la mise en place d'une charge explosive à Luyano, (Alava), le 3 août 1985.

- Meurtre de deux policiers, par l'explosion d'une bombe au passage d'un véhicule du CNP à Vitoria-Gasteiz le 16 août 1987

En 1987 s'enfuit en France avec Maria Soledad Iparraguirre, Amboto, aussi membre du commando Arava. En 1992, on retrouve sa présence dans le commando Madrid, auquel on attribue les attentats suivants :
- Meurtre de quatre militaires et un fonctionnaire, en faisant exploser une voiture piégée à Madrid le 6 février 1992.

- Meurtre du fils d'un Colonel de l'Armée en faisant exploser une charge placée sous sa voiture, à Madrid le 23 mars 1992.

- Meurtre du Colonel retraité Joaquin Vasco Álvarez par l'explosion de paquet-piégé, à Madrid le 31 mars 1992.

- Explosion d'une voiture piégée au passage d'un camion de la Police à Madrid le 24 mai 1992.

- Meurtre du Sous-lieutenant de la Garde Civile Miguel Mirador par explosion d'une voiture piégée, en Madrid le 30 novembre 1992.

En 1993 il s'enfuit avec Amboto en France après avoir été détecté que les Forces de Sécurité étaient après eux. Après la détention de Félix Alberto López de la Calle Gauna, Mobutu, on le situe comme responsable des commandos illégaux. En 1996 il devient le chef principal de l'appareil militaire de ETA. Depuis la France, il a planifié et a ordonné aux différents commandos les actes suivants :
- Meurtre du sergent de la police municipale Alfonso Morcillo Calero, tué à Lasarte le 15 décembre 1994.

- Meurtre du parlementaire populaire Gregorio Ordoñez, abattu dans un restaurant de Saint-Sébastien le 25 janvier 1995.

- Tentative de meurtre du Roi Juan Carlos I pendant l'été de 1995, à Majorque[2].

- Enlèvement du fonctionnaire des prisons José Antonio Ortega Lara à Burgos le 17 janvier 1996, libéré par la Garde Civile à Mondragón le 1er juillet 1997 après 532 jours de captivité.

- Meurtre du dirigeant socialiste Fernando Múgica à Saint-Sébastien le 6 février de 1996[3].

- Enlèvement du chef d'entreprise basque Cosme Delclaux le 11 novembre 1996 à Zamudio, retenu 232 jours et finalement libéré après que sa famille a payé 500 millions de pesetas[4].

- Meurtre du conseiller municipal populaire Alberto Jiménez Becerril et son conjoint, trioteados à Séville le 30 janvier 1998.

En 1998, il est condamné pour rébellion en France à six années de prison et interdiction de résidence définitive pour association de malfaiteurs et préparer un attentat terroriste.

## Détention
Kantauri a été arrêté le 9 mars 1999 à Paris avec trois de ses lieutenants par la Police française en collaboration avec la Garde Civile. Ce coup de filet s'est déroulée en pleine trêve d'Estella, un jour avant que la Police Nationale démantèle à Saint-Sébastien le nouveau commando Donosti. Un des lieutenants qui est tombé avec le chef de l'appareil militaire était José María Puy Lecumbery, le représentant chargé de l'acquisition d'armes sur le marché noir international.

### Sources et bibliographie
- (es) Cet article est partiellement ou en totalité issu de l’article de Wikipédia en espagnol intitulé « Kantauri » (voir la liste des auteurs).
- (fr) Jean Chalvidant, ETA : L'enquête, éd. Cheminements, coll. « Part de Vérité », octobre 2003, 426 p. (ISBN 978-2-84478-229-8)
- (es) José María Benegas, Diccionario de Terrorismo, Madrid, Espasa Calpe, coll. « Diccionario Espasa », novembre 2004, 920 p. (ISBN 978-84-670-1609-3)
- (fr) Jacques Massey, ETA : Histoire secrète d'une guerre de cent ans, Paris, Flammarion, coll. « EnQuête », février 2010, 386 p. (ISBN 978-2-08-120845-2)